# Dioclea schottii
Dioclea schottii är en ärtväxtart som beskrevs av George Bentham. Dioclea schottii ingår i släktet Dioclea och familjen ärtväxter. Inga underarter finns listade i Catalogue of Life.